# Leszek Możdżer

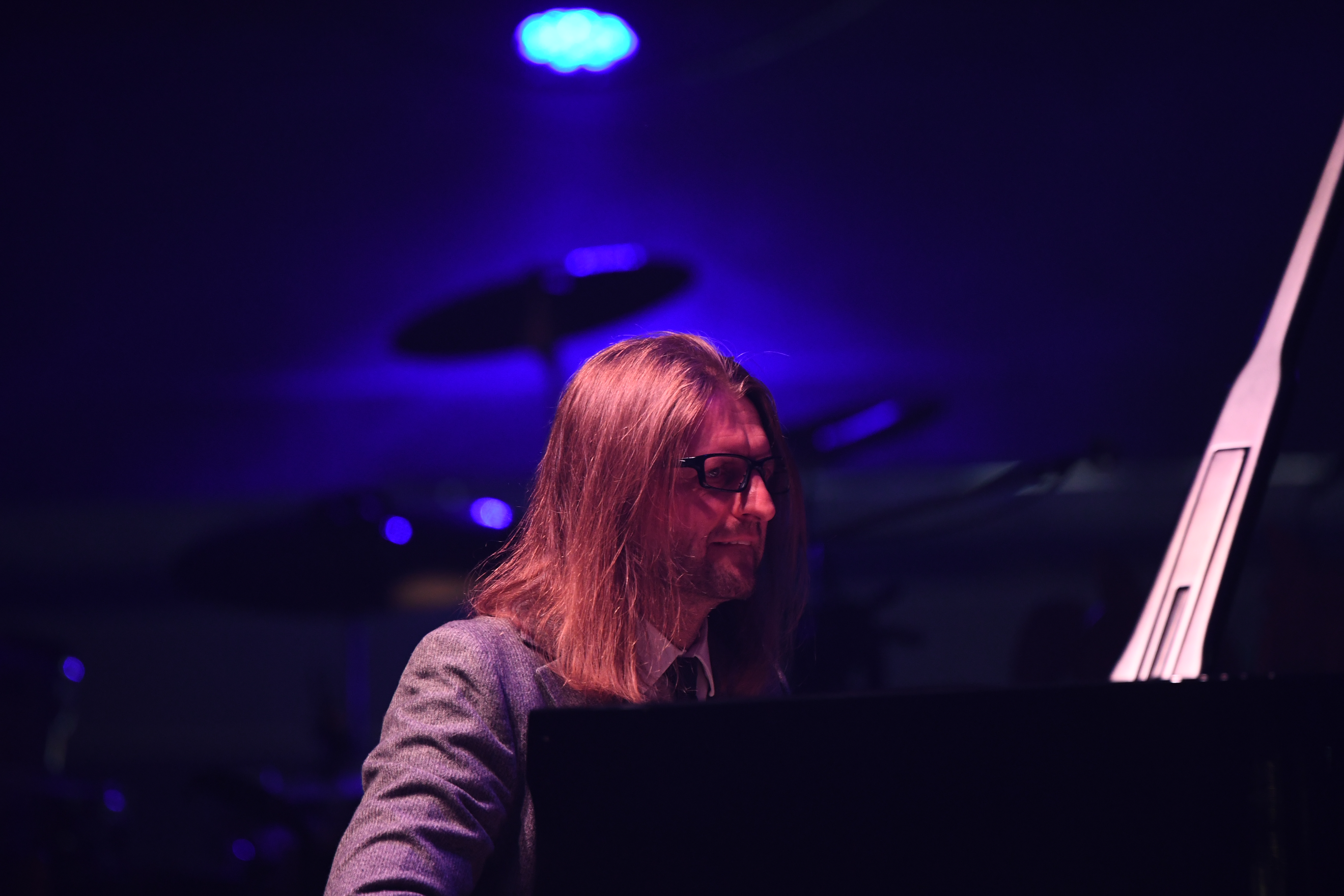
Leszek Możdżer, 2023

Leszek Możdżer (Lesław Henryk Możdżer, * 23. März 1971 in Danzig) ist ein polnischer Jazz-Pianist und Komponist. Insbesondere in Polen ist er kommerziell sehr erfolgreich.

## Leben und Wirken
Możdżer spielt seit seinem fünften Lebensjahr Klavier und studierte das Instrument in Danzig. Er schloss das Studium 1996 ab. Mit dem Jazz beschäftigte er sich seit seinem achtzehnten Lebensjahr. 1992 gewann er in Krakau bei dem Junior Jazz Festival einen ersten Preis. Seine ersten überregionalen Erfolge hatte er als Pianist der Band Miłość u. a. mit Mikołaj Trzaska. Seit Mitte der 1990er Jahre wird er von anderen Jazzmusikern eingeladen, bei Konzerten und CD-Aufnahmen in ihren Bands zu spielen. So spielte er national mit Tomasz Stańko, Michał Urbaniak, Cezary Konrad, Anna Maria Jopek und Adam Bałdych, international mit Pat Metheny, Lester Bowie, Arthur Blythe und Archie Shepp. Seine klassische Ausbildung gibt ihm die Fähigkeit, auch die klassische Musik in seine Jazzimprovisation und Variationen einzubauen, so seine Improvisationen zu Melodien von Frédéric Chopin.
Außerdem komponierte Możdżer Musik für das Theater und für polnische Kinofilme. Er schrieb die Musik für die Inszenierung des Stückes 4.48 Psychose von Sarah Kane durch den polnischen Regisseur Grzegorz Jarzyna am Düsseldorfer Schauspielhaus und verfasste außerdem eine Musicalversion zu William Shakespeares Ein Sommernachtstraum, die am Musicaltheater in Gdynia ihre welturaufgeführt wurde. Auch für das moderne Tanztheater in Poznań schrieb er Musik. Die französische Regisseurin Michale Boganim konnte ihn für ihr Spielfilmdebüt Verwundete Erde gewinnen.
Außer der Zusammenarbeit mit Jazzmusikern beteiligt sich Możdżer auch an Aufnahmen polnischer Musiker anderer Genres, so z. B. der Death-Metal-Band Behemoth oder der Hip-Hop-Künstler L.U.C und Eldo sowie der Rockband Myslovitz.
Seit Możdżer 2003 dem Bassisten und Bandleader Lars Danielsson bei einem Konzert in Warschau begegnete, verfolgten die beiden mehrfach gemeinsame Projekte, unter anderem mit vier Alben als Resultat. Als Mitglied der Formation Lars Danielsson – Tarantella spielte Możdżer gemeinsam mit Mathias Eick (tp) und John Parricelli (g) auf dem Festival JazzBaltica 2010. Gemeinsam mit dem Perkussionisten Zohar Fresco spielten Możdżer und Danielsson im Trio seit 2005 mehrere Alben im Spannungsfeld zwischen skandinavischem Jazz, Klassik und nah- bzw. mittelöstlicher Rhythmik ein. Eine Besonderheit stellt dabei Beamo dar, auf dem nebeneinander drei Flügel in unterschiedlichen Stimmungen genutzt wurden, einen mit dem heutigen Standard mit dem Kammerton auf 440 Hz, einem auf 432 Hz sowie einem dritten eigens entwickelten Instrument in der dekaphonischen Stimmung, bei der die Oktave in zehn gleiche Intervalle unterteilt ist.

## Preise und Auszeichnungen
Możdżers Tribut-Album Komeda kam 2011 auf Platz 1 der polnischen Popcharts und wurde von der Zeitschrift Jazz Forum als „Album des Jahres“ hervorgehoben. Er wurde 2012 dort auch als „Musiker des Jahres“ und „Pianist des Jahres“ geehrt. Das Album Passacaglia, das er mit Adam Bałdych veröffentlichte, erhielt den Vierteljahrespreis der deutschen Schallplattenkritik.
Możdżer wurde 2013 mit dem polnischen Verdienstorden ausgezeichnet, den ihm Präsident Bronisław Komorowski überreichte.

## Diskografie (Auswahl)
- 1992: Miłość
- 1994: Chopin-impresje
- 1995: Not Two Miłość & Lester Bowie
- 1996: Live in Holy City mit Michał Urbaniak
- 1996: Talk to Jesus Leszek Możdżer Sextett
- 1996: Asthmatic Miłość
- 1996: Facing the Wind – mit David Friesen
- 1997: Live in Sofia – mit Adam Pierończyk
- 1999: Chopin Demain-Impressions
- 1999: 10 łatwych utworów na fortepian – Kompositionen von Zbigniew Preisner (PL: Gold)[5]
- 2000: Bosa – mit Anna Maria Jopek
- 2002: Barefoot – mit Anna Maria Jopek
- 2002: Upojenie mit Anna Maria Jopek und Pat Metheny
- 2003: Impresje na tematy Chopina – Impressions on Chopin
- 2003: Farat – mit Anna Maria Jopek
- 2004: Piano (PL: Platin)
- 2004: Piano live
- 2004: Makowicz vs. Możdżer at the Carnegie Hall – mit Adam Makowicz (PL: ×2Doppelplatin )
- 2005: Live in Warsaw – mit Adam Klocek
- 2005: Leszek Możdżer, Lars Danielsson, Zohar Fresco: The Time (PL: Diamant)
- 2006: Leszek Możdżer, Lars Danielsson, Zohar Fresco: Between Us and the Light (PL: ×2Doppelplatin )
- 2007: ID – mit Anna Maria Jopek
- 2007: Lars Danielsson & Leszek Możdżer: Pasodoble (PL: Platin)
- 2008: Live in Gdańsk – mit David Gilmour
- 2008: Firebird V11 – mit Phil Manzanera
- 2009: Chopin Jazz (PL: Platin)
- 2010: Kaczmarek played by Możdżer (PL: ×2Doppelplatin )
- 2011: Komeda (PL: ×2Doppelplatin )
- 2012: Walter Norris & Leszek Możdżer: The Last Set – Live at the A-Trane
- 2013: Leszek Możdżer, Lars Danielsson, Zohar Fresco: Polska (PL: ×2Doppelplatin )
- 2015: Empik Jazz Club (PL: ×2Doppelplatin )
- 2017: Earth Particles – mit Holland Baroque (PL: Gold)
- 2018: Gloria Campaner & Leszek Możdżer: Live at Enter
- 2024: Adam Bałdych & Leszek Możdżer: Passacaglia[4]